# Пшиборово (Гнезненський повіт)
Пшиборово (пол. Przyborowo) — село в Польщі, у гміні Лубово Гнезненського повіту Великопольського воєводства.
Населення — 18 осіб (2011).
У 1975-1998 роках село належало до Познанського воєводства.

## Демографія
Демографічна структура станом на 31 березня 2011 року:
|          | Загалом | Допрацездатний вік | Працездатний вік | Постпрацездатний вік |
| -------- | ------- | ------------------ | ---------------- | -------------------- |
| Чоловіки | 10      | 1                  | 9                | 0                    |
| Жінки    | 8       | 2                  | 5                | 1                    |
| Разом    | 18      | 3                  | 14               | 1                    |